# Castilleja spiranthoides
Castilleja spiranthoides là loài thực vật có hoa thuộc họ Cỏ chổi. Loài này được Standl. mô tả khoa học đầu tiên năm 1936.